# Pavel Cherescu
Pavel Cherescu (n. 19 noiembrie 1954 - 2013) a fost deputat român în legislatura 2000-2004, ales în județul Bihor pe listele PRM. În luna ianuarie 2002, Pavel Cherescu a trecut la Partidul Umanist din România iar din septembrie 2003 a devenit deputat neafiliat. În cadrul activității sale parlamentare, Pavel Cherescu a fost membru în grupurile parlamentare de prietenie cu India și Republica Armenia.

## Legături externe
- Pavel Cherescu Arhivat în 29 februarie 2024, la Wayback Machine. la cdep.ro

1. ↑  Pavel Cherescu memorial, comemorare, condoleante, comemorare.ro